# Ranking della CONMEBOL
Il Ranking della CONMEBOL (in spagnolo Ranking de la CONMEBOL) è una classifica stilata dalla CONMEBOL che include le squadre di club che abbiano partecipato a una competizione internazionale ufficiale organizzata dalla CONMEBOL nelle ultime cinque stagioni. Fino al maggio 2011 è stato in vigore un ranking differente, che considerava tutte le squadre che avessero partecipato a una competizione ufficiale CONMEBOL dal 1960 (anno della prima edizione della Coppa Libertadores) in poi. Il 16 maggio 2011 è stato introdotto il nuovo ranking. La classifica comprende club sudamericani e messicani: questi ultimi, benché facenti parte della CONCACAF, partecipano spesso a competizioni CONMEBOL e sono pertanto inclusi nel ranking.

## Criteri
Le cinque competizioni che sono considerate valide e ufficiali dalla CONMEBOL e influiscono sul ranking sono:
- Coppa Libertadores
- Coppa Sudamericana
- Recopa Sudamericana
- Coppa Suruga Bank
- Coppa del mondo per club FIFA

Per stilare la classifica è stato introdotto un sistema di punti che considera diverse variabili. I punti sono attribuiti secondo tali criteri:
1. Ottengono dei punti solo le squadre che registrano una vittoria o un pareggio;
2. Sono assegnati dei punti extra per la vittoria di un titolo in una delle cinque competizioni, e per la fase raggiunta all'interno di una competizione (per esempio, una squadra che raggiunge le semifinali in Libertadores avrà più punti di una che raggiunge i quarti di finale nella medesima Coppa);
3. I punti sono attribuiti seguendo l'ordine gerarchico delle competizioni stabilito dalla CONMEBOL: i punti ottenuti saranno calcolati tramite un coefficiente legato all'importanza attribuita dalla CONMEBOL a ciascuna competizione. Nella seguente tabella è esposto il sistema di calcolo dei punti:

| Comp.                         | V   | N   | P | C   | F    | SF    | Q    | O  | S   | T    |
| ----------------------------- | --- | --- | - | --- | ---- | ----- | ---- | -- | --- | ---- |
| Coppa Libertadores            | 10  | 4   | 0 | 120 | 60   | 45    | 30   | 20 | 10  | 5    |
| Coppa Sudamericana            | 8,5 | 3,4 | 0 | 102 | 51   | 38,25 | 25,5 | 17 | 8,5 | 4,25 |
| Coppa Suruga Bank             | 5   | 2   | 0 | 60  | 24   |       |      |    |     |      |
| Recopa Sudamericana           | 6   | 2,4 | 0 | 72  | 28,8 |       |      |    |     |      |
| Coppa del mondo per club FIFA | 10  | 4   | 0 | 120 | 60   | 45    | 30   |    |     |      |

4. Le edizioni di ciascuna competizione sono ordinate per importanza a seconda dell'anno in cui sono disputate: la più recente è la più importante (il 100% dei punti ottenuti è calcolato), mentre quelle precedenti hanno rilevanza gradualmente inferiore (ad esempio, facendo riferimento al 2012: le competizioni del 2011 assegnano il 100% dei punti, quelle del 2010 l'80%, quelle del 2009 il 60%).
In caso di parità di punti, si attribuisce maggior valore ai punti ottenuti nell'anno immediatamente precedente a quello in corso (ad esempio, facendo riferimento al 2012, verranno considerati i punti raccolti nel 2011). In caso di ulteriore parità, si considera l'anno ancora precedente, e così via.
La classifica viene aggiornata ogni lunedì tramite un sistema di calcolo automatico.

## Classifica
Aggiornata al 8 marzo 2024.
| Pos. | Squadra                 | Nazione   | Storico (Libertadores + Sudamericana) | Performance (Libertadores + Sudamericana) | Punti  | Risultato in Coppa Libertadores 2024 | Risultato in Coppa Sudamericana 2024 |
| ---- | ----------------------- | --------- | ------------------------------------- | ----------------------------------------- | ------ | ------------------------------------ | ------------------------------------ |
| 1.   | River Plate             | Argentina | 2398.8                                | 6708.0                                    | 9106.8 | Semifinali                           | –                                    |
| 2.   | Palmeiras               | Brasile   | 1157.6                                | 7855.0                                    | 9012.6 | Ottavi di finale                     | –                                    |
| 3.   | Boca Juniors            | Argentina | 2733.2                                | 5572.0                                    | 8305.2 | –                                    | Ottavi di finale                     |
| 4.   | Flamengo                | Brasile   | 694.0                                 | 7229.3                                    | 7923.3 | Quarti di finale                     | –                                    |
| 5.   | Peñarol                 | Uruguay   | 2864.4                                | 3004.5                                    | 5868.9 | Semifinali                           | –                                    |
| 6.   | Nacional                | Uruguay   | 2420.4                                | 3329.2                                    | 5749.6 | Ottavi di finale                     | –                                    |
| 7.   | Atlético Mineiro        | Brasile   | 419.2                                 | 5088.5                                    | 5507.7 | Finalista                            | –                                    |
| 8.   | San Paolo               | Brasile   | 1724.8                                | 3561.8                                    | 5286.6 | Quarti di finale                     | –                                    |
| 9.   | Athl. Paranaense        | Brasile   | 277.2                                 | 4999.8                                    | 5277.0 | –                                    | Quarti di finale                     |
| 10.  | Fluminense              | Brasile   | 431.2                                 | 4543.4                                    | 4974.6 | Quarti di finale                     | –                                    |
| 11.  | Grêmio                  | Brasile   | 1224.4                                | 3507.9                                    | 4732.3 | Ottavi di finale                     | –                                    |
| 12.  | Racing Club             | Argentina | 474.8                                 | 4111.2                                    | 4586.0 | –                                    | Campione                             |
| 13.  | Olimpia                 | Paraguay  | 2078.4                                | 2304.8                                    | 4383.2 |                                      |                                      |
| 14.  | LDU Quito               | Ecuador   | 925.6                                 | 3388.9                                    | 4314.5 | Fase a gironi                        | Ottavi di finale                     |
| 15.  | Internacional           | Brasile   | 1024.8                                | 3276.6                                    | 4301.4 |                                      | Spareggi ottavi                      |
| 16.  | Libertad                | Paraguay  | 566.8                                 | 3407.87                                   | 3974.6 | Fase a gironi                        | Quarti di finale                     |
| 17.  | Independiente del Valle | Ecuador   | 24.0                                  | 3779.4                                    | 3803.4 | Fase a gironi                        | Spareggi ottavi                      |
| 18.  | Corinthians             | Brasile   | 652.0                                 | 3135.5                                    | 3787.5 |                                      | Semifinali                           |
| 19.  | Santos                  | Brasile   | 1176.4                                | 2517.4                                    | 3693.8 |                                      |                                      |
| 20.  | Cerro Porteño           | Paraguay  | 1354.0                                | 2242.8                                    | 3596.8 | Fase a gironi                        | Spareggi ottavi                      |
| 21.  | Botafogo                | Brasile   | 215.2                                 | 3313.2                                    | 3528.4 | Campione                             |                                      |
| 22.  | Independiente           | Argentina | 1866.0                                | 1566.3                                    | 3432.3 |                                      |                                      |
| 23.  | Colo-Colo               | Cile      | 1248.0                                | 2133.6                                    | 3381.6 | Quarti di finale                     |                                      |
| 24.  | Estudiantes (LP)        | Argentina | 1250.8                                | 2014.8                                    | 3265.6 | Fase a gironi                        |                                      |
| 25.  | Barcelona SC            | Ecuador   | 1002.0                                | 2206.1                                    | 3208.1 | Fase a gironi                        | Spareggi ottavi                      |
| 26.  | Cruzeiro                | Brasile   | 1204.8                                | 1896.5                                    | 3101.3 |                                      | Finalista                            |
| 27.  | Bolívar                 | Bolivia   | 1031.6                                | 2022.8                                    | 3054.4 | Ottavi di finale                     |                                      |
| 28.  | Atlético Nacional       | Colombia  | 999.2                                 | 1866.9                                    | 2866.1 |                                      |                                      |
| 29.  | Vélez Sarsfield         | Argentina | 926.8                                 | 1729.4                                    | 2656.2 |                                      |                                      |
| 30.  | Lanús                   | Argentina | 282.0                                 | 2350.3                                    | 2632.3 |                                      | Semifinali                           |

Legenda:
Il simbolo "–" indica che la squadra non ha partecipato a quella competizione.